# Estación de Huelves
Huelves es un antiguo apeadero ferroviario clausurado situado en el municipio español homónimo en la provincia de Cuenca, comunidad autónoma de Castilla-La Mancha.

## Situación ferroviaria
La ubicación del antiguo apeadero se encuentra en el punto kilométrico 71,6 de la línea férrea 310 de la red ferroviaria española que une Aranjuez con Valencia, entre las estaciones de Tarancón y Paredes de Melo.  
El tramo es de vía única y está sin electrificar. Se encuentra a 809 metros de altitud.

## Historia
La estación abrió al tráfico ferroviario el 6 de septiembre de 1883, si bien no fue inaugurada oficialmente hasta el 5 de septiembre de 1885, cuando MZA se hizo con la concesión de la línea entre Aranjuez y Cuenca comprando los derechos de la misma a la compañía del ferrocarril de Aranjuez a Cuenca, constructora del trazado.
En 1941, con la nacionalización de la totalidad de la red ferroviaria española la estación pasó a ser gestionada por RENFE. 
La estación original —que se encontraba situada en el punto kilométrico 71,0— fue cerrada y trasladada 600 metros para crear el apeadero.
El 31 de diciembre de 2004 Renfe Operadora pasó a explotar la línea mientras que Adif quedó como titular de las instalaciones ferroviarias. Fue dada de baja como dependencia de la línea el 30 de mayo de 2017.

## La estación
Se sitúa al norte del núcleo urbano, anexa a él. La estación no contaba con servicio de viajeros desde junio de 2013.